# Cheiracanthium fujianense
Cheiracanthium fujianense är en spindelart som beskrevs av Gong 1983. Cheiracanthium fujianense ingår i släktet Cheiracanthium och familjen sporrspindlar. Inga underarter finns listade i Catalogue of Life.